# Peter Perfido
Peter Perfido (* 1956 in Hartford, Connecticut) ist ein US-amerikanischer Schlagzeuger. Der derzeit „in den Vogesen lebende Amerikaner ist ein gefragter Schlagzeuger der zeitgenössischen Jazzszene“.

## Leben und Wirken
Perfido studierte von 1977 bis 1979 Marimba und Xylophon am Hartford Conservatory of Music und setzte seine Ausbildung bis 1982 am Cornish Institute of the Arts in Seattle, Washington, fort. Daneben hatte er privaten Unterricht bei Bob Moses und Jerry Granelli.
In den USA arbeitete er u. a. mit Bill Barron, Anthony Braxton, Art Lande, Andy Laster, Ben Monder, Gary Peacock, Julian Priester, Clark Suprynowicz und vielen anderen zusammen. Nach seiner Übersiedlung nach Frankreich gehörten Bobby Few, Lee Konitz, Nguyên Lê, Heinz Sauer, Ed Schuller, Marty Cook, Laurent Mignard und andere zu seinen musikalischen Partnern.
Derzeit wirkt Perfido in stilistisch unterschiedlichen Formationen mit. Im Jazzbereich spielt er in einem Quartett des Bass-Klarinettisten Michel Pilz mit dem Pianisten Bob Degen und dem Bassisten Markus Schieferdecker. Die beiden Letztgenannten sind seine musikalischen Partner im Bob Degen Trio. Weiter spielt er mit Uwe Oberg und Eric Plandé. Mit Sweet Daddy Cool Breeze und Mike O’Neil spielt er Bluesrock und R'n'B.

## Diskographische Hinweise
- Hirson/Goodman Quartet: Nudism, 1994
- Mircea Tiberian: Alone In Heaven, 1998 (Intercont Music)
- Nicolas Simion: Viaggio Imaginario, 1999
- Geoff Goodman’s Le Petit Chien: Woof, 1999
- Jean-Michel Couchet Quartet: Inside the Tree, 2004
- Michel Pilz Quartet: Tilly’s Eyes, 2008
- Bob Degen Trio and Quartet: Jake Remembered, 2010
- Christoph Thewes / Michel Pilz Quartet: Kadmos, 2011